# K.K. Partizan 2000-2001
Questa pagina raccoglie le informazioni riguardanti il Košarkaški klub Partizan nelle competizioni ufficiali della stagione 2000-2001.

## Roster
| N° | Naz.                          | Ruolo | Sportivo              |  | Alt. |  |
| -- | ----------------------------- | ----- | --------------------- |  | ---- |  |
|    | Jugoslavia (bandiera)         | G     | Miroslav Berić        |  | 200  |  |
|    | Jugoslavia (bandiera)         | C     | Nikola Bulatović      |  | 210  |  |
|    | Jugoslavia (bandiera)         | GA    | Veselin Petrović      |  | 195  |  |
|    | Jugoslavia (bandiera)         | AG    | Nenad Čanak           |  | 204  |  |
|    | Jugoslavia (bandiera)         | P     | Branko Milisavljević  |  | 194  |  |
|    | Jugoslavia (bandiera)         | C     | Ratko Varda           |  | 216  |  |
|    | Jugoslavia (bandiera)         | C     | Aleksandar Glintić    |  | 208  |  |
|    | Jugoslavia (bandiera)         | AP    | Dragan Marković       |  | 203  |  |
|    | Germania (bandiera)           | G     | Vladimir Bogojevič    |  | 196  |  |
|    | Jugoslavia (bandiera)         | P     | Aleksandar Gajić      |  | 186  |  |
|    | Macedonia del Nord (bandiera) | P     | Vlado Ilievski        |  | 188  |  |
|    | Stati Uniti (bandiera)        | G     | Vernon "Schea" Cotton |  | 198  |  |
|    | Jugoslavia (bandiera)         | A     | Aleksandar Čubrilo    |  | 207  |  |
|    | Jugoslavia (bandiera)         | AP    | Mirko Kovač           |  | 199  |  |
|    | Jugoslavia (bandiera)         | C     | Nenad Krstić          |  | 213  |  |
|    | Jugoslavia (bandiera)         | C     | Marko Jovanović       |  | 213  |  |
|    | Jugoslavia (bandiera)         | All.  | Darko Ruso            |  |      |  |